# علي تونسي
علي تونسي ولد في مدينة ماتز الفرنسية يوم 27 سبتمبر 1937 واُغتيل يوم 25 فيفري 2010، المدير العام للأمن الوطني في الجزائر من عام 1995 إلى غاية اغتياله في مكتبه بالجزائر العاصمة.
هو ابن الطيب تونسي المنحدر من مدينة سيدي عيسى وشقيق مصطفى تونسي الذي كان ضابطا في جيش التحرير الوطني.

## دوره أثناء الثورة
كان يطلق عليه إبان الثورة اسم سي الغوثي وعمل حينها في جهاز الاستعلامات والأخبار التابع لوزارة التسليح والاتصالات العامة للحكومة المؤقتة بمنطقة الغرب. كان علي تونسي عضوا في الاتحاد العام للطلبة المسلمين الجزائريين حيث شارك في إضراب 1956، وفي سنة 1957 التحق بصفوف الولاية التاريخية الخامسة قبل أن يتلقى تكوينا بالمدرسة السياسية الإدارية ليتخرج ضمن دفعة الشهيد العربي بن مهيدي [بحاجة لمصدر]. وفي سنة 1958 وقع أسيرا خلال اشتباك بسيدي بلعباس ولم يطلق سراحه إلا بعد أن تحصلت الجزائر على استقلالها الوطني سنة 1962.

## بعد الاستقلال
التحق بعد الاستقلال بجهاز المخابرات العسكرية وكان بذلك مقربا من الرئيس هواري بومدين وقاصدي مرباح مدير المخابرات.
وقد تولى عدة مهام داخل وخارج الوطن، حيث أشرف علي تونسي على إنشاء وتنظيم مصالح الأمن العسكري، وهو المنصب الذي تولاه إلى غاية سنة 1980، كما شغل أيضا منصب مدير الرياضات العسكرية إلى غاية سنة 1984 ومديرا للمدرسة العسكرية لعلوم مساحات الأرض حتى سنة 1986، ثم شغل منصب قائد المخابرات الجزائرية. تقاعد برتبة عقيد سنة 1988.

## في مجال الرياضة
شغل منصب رئيس الإتحادية الجزائرية للتنس لمدة خمس سنوات ونائبا لرئيس اللجنة الأولمبية الجزائرية.

## شغله لمنصب المدير العام للأمن الوطني
تم تعيين علي تونسي في منصب المدير العام للأمن الوطني يوم 20 مارس 1995 من قبل رئيس الجمهورية اليمين زروال وذلك أثناء فترة الفوضى التي كان يشهدها النظام في الجزائر خلال العشرية السوداء في البلاد، حين ذاك كانت فترة تكوين الشرطي لا تتعدى 45 يوم وهو ما كان ينعكس على أدائه سلباً في تأدية مهامه ومحاربة الإرهاب.
مباشرة بعد توليه المنصب باشر علي تونسي جملة من الإصلاحات في منظومة التكوين من أجل تحسين الأداء وكذا العمل على تجسيد شعارات مثل:
من خلال تقريب الشرطة من المواطن وتحسين صورتها لديه، وقد تمكن خلال فترة ولايته من رفع عدد الأفراد المنتسبين للأمن الوطني لأكثر من 160.000 ورفع حصة التوظيف السنوي إلى 15.000، كما فتح الباب أمام 10.000 امرأة للانضمام للجهاز .

## اغتياله
اغتيل في يوم الخميس 11 ربيع الأول 1431 هـ الموافق 25 فبراير 2010 على يد مسؤول وحدة عتاد الطيران بجهاز الشرطة العقيد ولطاش شعيب الذي كان متهمًا بالفساد.

## وصلات خارجية
- اغتيال مدير الأمن الوطني الجزائري نسخة محفوظة 29 فبراير 2012 على موقع واي باك مشين. بالإنجليزية
- مدير شرطة الجزائر يغتال من قبل زميل بالإنجليزية
- هذا رسمي. علي تونسي يغتال رميا بالرصاص من قبل مدير مدارس الشرطة بالإنجليزية
- اغتيال مدير شرطة الجزائر بالإنجليزية
- مقال من جريدة الشروق